# Hermann Jacobi (Schauspieler)
Hermann Jacobi (* 19. April 1837 in Berlin; † 1908) war ein deutscher Theaterschauspieler und Theaterregisseur.

## Leben
Der Sohn eines Kaufmanns war ebenfalls für den Handelsstand bestimmt, doch die große Liebe fürs Theater und die Begeisterung für die Kunst führten ihn bereits 1857 auf die Bühne. Er nahm keinen dramatischen Unterricht, sondern war stets sein eigener Lehrer. Nur wenn er während seines Engagements tüchtige Regisseure fand, wie Marr und Maurice, so trachtete er von diesen so viel wie möglich zu lernen. Sein erstes Engagement fand er bei kleinen Bühnen, doch schon 1860 trat er in den Verband des Meininger Hoftheaters, wo er ein Jahr blieb. 1862 wirkte er am Stadttheater Aachen und von 1863 bis 1864 am Thalia Theater in Hamburg. Von dort wurde er zu einem Gastspiel ans Hoftheater Mannheim geladen, wo er als „Narciß“, „Perin“ und „Mephisto“ debütierte und sofort für dieses Kunstinstitut verpflichtet wurde, dem er bis 1906 auch als Regisseur angehörte, als er nach 41-jähriger Tätigkeit dort verabschiedet wurde.